# Jan Weinreich

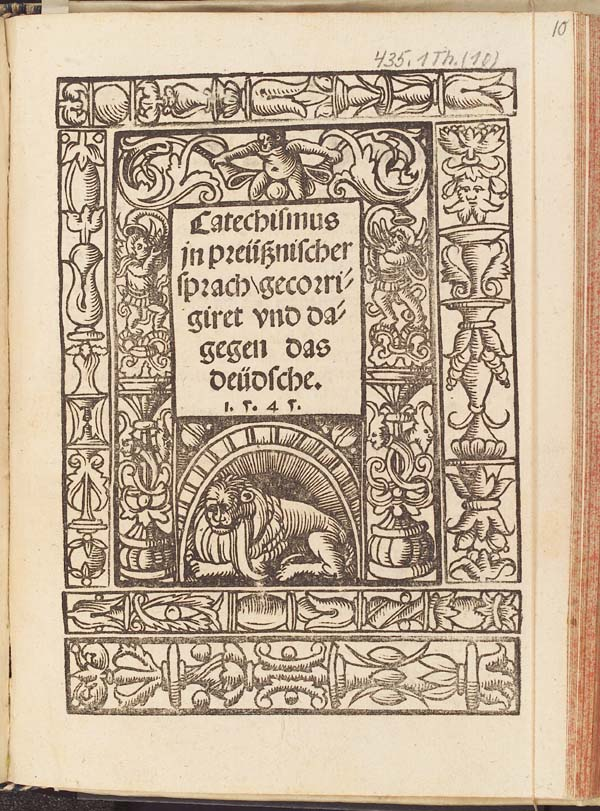
Katechizm w języku pruskim z 1545

Jan Weinreich (ur. ok. 1490, zm. 1560) – drukarz królewiecki. Wydał m.in. dzieła Jana Seklucjana i innych polskich pisarzy reformacyjnych, ogółem 13 pozycji w języku polskim.
Pochodził z Gdańska. W 1523 przeniósł się do Królewca, gdzie założył pierwszą drukarnię w mieście, którą prowadził w latach 1523–1553.
Był także wydawcą pierwszych książek w językach pruskim i litewskim. Były to katechizmy z 1545 (pruski) i 1547 (litewski).